# Середнее (Нестеровское сельское поселение)
Середнее — деревня в Сокольском районе Вологодской области на реке Глушица.
Входит в состав Нестеровского сельского поселения (с 1 января 2006 года по 13 апреля 2009 года входила в Кокошиловское сельское поселение), с точки зрения административно-территориального деления — в Кокошиловский сельсовет.
Расстояние до районного центра Сокола по автодороге — 43,5 км, до центра муниципального образования Нестерова по прямой — 7 км. Ближайшие населённые пункты — Великий Двор, Кромино, Труфаново, Покровское, Кокошилово.
По данным переписи 2002 года население составляет 14 человек.